# Spathidexia brasiliensis
Spathidexia brasiliensis är en tvåvingeart som beskrevs av Arnaud 1960. Spathidexia brasiliensis ingår i släktet Spathidexia och familjen parasitflugor. Inga underarter finns listade i Catalogue of Life.